# Mariam al-Mahdi
Mariam al-Sadiq al-Mahdi (Arabisch: مريم الصادق المهدي) is een Soedanese politica, leider van de Nationale Umma-partij, en sinds 11 februari 2021 Soedanees minister van Buitenlandse Zaken. Zij is de dochter van Sadiq al-Mahdi, oppositieleider en voormalig premier van Soedan, en lid van het centrale orgaan van de partij.
Al-Mahdi werd geboren in Omdurman in 1965. Zij sloot zich aan bij de Umma-partij en bereikte daar uiteindelijk een leidende positie. Zij behaalde haar eerste graad in algemene geneeskunde aan de Universiteit van Jordanië in 1991, gevolgd door een graad in tropische kindergeneeskunde aan de Liverpool School of Tropical Medicine in 1995. Halverwege de jaren negentig beoefende zij zes jaar de geneeskunde als huisarts in kinderziekenhuizen in Soedan. Al-Mahdi behaalde in 2006 een diploma in ontwikkeling en genderkwesties aan de Ahfad-universiteit voor Vrouwen in Omdurman, en in 2013 een bachelor in de rechten aan de Neelain Universiteit in Khartoem.
In het woelige politieke klimaat van Soedan sedert 2018 werd zij enkele malen korte tijd gearresteerd. In februari 2021 werd zij minister van Buitenlandse Zaken in de regering van Abdalla Hamdok, die echter in 2021-2022 weer opzijgezet werd door de militairen. 
Mariam al-Mahdi werd opgenomen in de Financial Times-lijst van 25 meest invloedrijke vrouwen van 2021.